# SC Recklinghausen
Der SC Recklinghausen war ein Sportverein aus Recklinghausen. Die erste Fußballmannschaft spielte neun Jahre in der höchsten westfälischen Amateurliga.

## Geschichte
Der Verein entstand im Jahre 1971 durch die Fusion der Vereine SuS 13 und Viktoria Recklinghausen. Die Viktoria musste seinerzeit ihr Stadion Viktoria-Kampfbahn im Westviertel zu Gunsten des Knappschaftskrankenhauses aufgeben. Da das Krankenhaus jedoch erst deutlich später erbaut wurde (Bezug war 1984), wurde das Stadion bis zur Auflösung des SC neben der Hibernia-Kampfbahn der SuS 13 im Ostviertel genutzt.
Die Viktoria hatte zwei Jahre in der damals erstklassigen Gauliga Westfalen gespielt und war 1921 Vize-Westfalenmeister hinter Arminia Bielefeld geworden, während SuS drei Jahre lang in der höchsten westfälischen Amateurliga gespielt hatte und 1948 in den Endspielen um die Westfalenmeisterschaft Preußen Münster unterlegen und zur Fusion von der Bezirks- in die damals viertklassige Landesliga aufgestiegen war.
Gleich in der ersten Saison als SCR wurde die Mannschaft 1972 Landesligameister mit fünf Punkten Vorsprung auf die SG Eintracht Rheine. Zwei Jahre später sicherte sich der SC Recklinghausen mit einem Punkt Vorsprung auf den SC Herford die Meisterschaft in der Verbandsligastaffel 1 und traf in den Endspielen um die Westfalenmeisterschaft auf den TuS Neuenrade. Die Neuenrader setzten sich im Hinspiel auf eigenem Platz mit 3:0 durch, während die Recklinghäuser im Rückspiel nicht über ein 2:2 hinauskamen. Somit ging die wegen der fehlenden Aufstiegsmöglichkeit sportlich wertlose Westfalenmeisterschaft nach Neuenrade.
Es folgten drei Jahre Abstiegskampf, ehe der SCR im Jahre 1978 als Tabellenelfter die Qualifikation für die neu geschaffene Oberliga Westfalen verpasste. Zwei Jahre später wurde die Mannschaft Vizemeister hinter der Hammer SpVg aufgrund der besseren Tordifferenz gegenüber dem BV Bad Lippspringe und dem SC Oberbecksen. In der folgenden Spielzeit 1980/81 fiel der SCR wieder ins Mittelmaß zurück. Gleichzeitig stieg der Lokalrivale Eintracht aus der Oberliga ab. Daraufhin fusionierten der SCR und die Eintracht zum 1. FC Recklinghausen, dessen Hauptstadion das 1977 als Nachfolger der Viktoria-Kampfbahn erbaute Stadion Hohenhorst wurde. Da indes große Teile der SC-Funktionäre, insbesondere im Jugendbereich, mit der Fusion nicht einverstanden waren, wechselten in großer Zahl Spieler und Trainer zur noch relativ jungen Fußballabteilung des PSV Recklinghausen, wodurch die Hibernia-Kampfbahn fortan zur PSV-Spielstätte wurde.
1996 musste der 1. FC Konkurs anmelden und wurde aufgelöst. Nachfolgeverein ist der FC 96 Recklinghausen.

## Persönlichkeiten
- Michael Hubner
- Thomas Kruse
- Heinz Ptaczynski